# Ryan Gracie
Ryan Gracie (Río de Janeiro, 14 de agosto de 1974 - São Paulo, 15 de diciembre de 2007) fue un artista marcial mixto brasileño. Fue miembro de la familia Gracie y tenía el cinturón negro del jujitsu brasileño, además de ser nieto de Carlos Gracie. Ryan entrenaba con su hermano Renzo que habitualmente hacía las labores de ayudante en la esquina en sus combates. Además de Renzo solía entrenar con Gabriel Vella (luchador de Pancrase) y con el campeón del mundo de jiu-jitsu, Fabio Leopoldo.
Peleó en siete ocasiones dentro de las artes marciales mixtas, siempre en PRIDE FC, obteniendo buenos resultados aunque destaca negativamente la derrota por decisión que sufrió contra el "cazador de Gracies", Kazushi Sakuraba.
En octubre de 2005 sufrió un accidente por un disparo y tuvo que ser hospitalizado y recibir transfusiones de sangre.
Fue detenido por robar un coche tras amenazar al dueño con un cuchillo de cocina, y por tratar de robar una motocicleta después de chocar, el coche que conducía, contra un muro.
Fue hallado muerto en su celda horas después de haber sido arrestado bajo sospechas de robo.

## Registro de artes marciales mixtas
| Resultado | Registro | Oponente           | Método                     | Evento               | Fecha                    | Asalto | Tiempo | Localización               | Notas |
| --------- | -------- | ------------------ | -------------------------- | -------------------- | ------------------------ | ------ | ------ | -------------------------- | ----- |
| Victoria  | 5-2      | Yoji Anjo          | Rendición (armbar)         | PRIDE Shockwave 2004 | 31 de diciembre de 2004  | 1      | 8:33   | Saitama, Japón             |       |
| Victoria  | 4-2      | Ikuhisa Minowa     | Decisión (dividida)        | PRIDE Bushido 3      | 23 de mayo de 2004       | 2      | 5:00   | Yokohama, Japón            |       |
| Victoria  | 3-2      | Kazuhiro Hamanaka  | KO (patadas de fútbol)     | PRIDE Bushido 1      | 5 de octubre de 2003     | 1      | 7:37   | Saitama, Japón             |       |
| Victoria  | 2-2      | Shungo Oyama       | Rendición técnica (armbar) | PRIDE 22             | 29 de septiembre de 2002 | 1      | 1:37   | Nagoya, Japón              |       |
| Derrota   | 1-2      | Tokimitsu Ishizawa | TKO (lesión)               | PRIDE 15             | 29 de julio de 2001      | 1      | 4:51   | Saitama, Japón             |       |
| Derrota   | 1-1      | Kazushi Sakuraba   | Decisión (unánime)         | PRIDE 12             | 23 de diciembre de 2000  | 1      | 4:10   | Saitama, Japón             |       |
| Victoria  | 1-0      | Tokimitsu Ishizawa | KO (golpes)                | PRIDE 10             | 27 de agosto de 2010     | 1      | 2:16   | Tokorozawa, Saitama, Japón |       |